# شهرستان هریسون (آیووا)
شهرستان هریسون، آیووا (به انگلیسی: Harrison County, Iowa) شهرستانی در ایالات متحده آمریکا است که در آیووا واقع شده‌است.